# 32
سنة 32 م (بالأرقام الرومانية: XXXII) كانت سنة كبيسة تبدأ يوم الثلاثاء (الرابط يظهر نموذج الجدول الزمني الكامل للسنة) من التقويم اليولياني. بدأت تسمية السنة ب32 منذ العصور الوسطى المبكرة، عندما أصبح تقويم أنو دوميني هو الأسلوب السائد في أوروبا لتسمية السنوات.

## مواليد
- بان تشاو
- أوثو

## وفيات
- كاسيوس سفيروس
- يوحنا المعمدان